# Blauwvleugelspitsvogel
De blauwvleugelspitsvogel (Artamus cyanopterus) is een zangvogel uit de familie Artamidae (spitsvogels).

## Verspreiding en leefgebied
Deze soort is endemisch in Australië en telt twee ondersoorten:
- A. c. cyanopterus: van noordoostelijk tot zuidoostelijk Australië plus Tasmanië.
- A. c. perthi: van zuidwestelijk tot zuidelijk-centraal Australië.

## Status
De grootte van de populatie is niet gekwantificeerd maar de soort wordt omschreven als algemeen. Op de Rode lijst van de IUCN heeft deze soort de status niet bedreigd.